# Бусыгина, Наталья Михайловна
Наталья Михайловна Бусыгина (род. 1955) — российская поэтесса.

## Биография
Родилась в 1955 году в городе Куйбышеве (г. Самара) в семье военнослужащих
Окончила заочно Литературный институт им. А. М. Горького (1980 г.).
Первые публикации — стихи в газете «Волжский комсомолец». Работала корреспондентом газеты «Вперед» (1972—74 гг.), библиотекарем (1975—81 гг.), воспитателем в заводском общежитии (1981 г.) и библиотекарем в клубе «Мир» (1981—84 гг.).